# Mito (Giappone)
Mito (水戸市?, Mito-shi) è una città giapponese, capoluogo della prefettura di Ibaraki.

## Storia e geografia
La popolazione della città era di 270 953 abitanti nel 2015 su una superficie di 217,45 km². Mito fu la sede della cosiddetta Scuola di Mito, una congregazione di studiosi ispirati dal Confucianesimo guidati dal maestro Aizawa Seishisai. La loro scuola principale era il Kōdōkan.
Il nattō di Mito è una specialità culinaria tipica di questa città, conosciuta in tutto il Giappone, così come i Giardini Kairaku-en, situati vicino al lago Senba e noti come uno dei tre grandi giardini del paese. Molte persone si recano qui a vedere la fioritura dei susini a febbraio. In estate Mito è famosa per il Mito Kōmon Matsuri.

## Infrastrutture e trasporti
Mito, servita dall'omonima stazione, si trova lungo il percorso della linea Jōban della JR East che la connette a Tokyo e Tsukuba a sud, e a Hitachi e Iwaki a nord. La linea Suigun la connette invece con la città di Kōriyama, mentre la linea Mito arriva fino a Oyama. L'aeroporto internazionale più vicino è l'Aeroporto di Narita, mentre uno di carattere locale è l'Aeroporto di Ibaraki con voli nazionali e per la Corea del Sud e la Cina.

## Sport

### Calcio
Principale squadra cittadina è il Mito HollyHock, che milita nella serie cadetta.